# Méthodologie Forum Ouvert
Le Forum Ouvert (en anglais Unconference ou Open Space Technology) est une méthode pour structurer des conversations et des conférences. Grâce à cette méthode, des groupes de 5 à 2 000 participants peuvent s'assembler et travailler ensemble. La caractéristique de la méthode est l'ouverture mise à la fois sur le contenu mais aussi sur la forme. Les participants sont invités à travailler ensemble sur une thématique importante et complexe. L'ordre du jour est réalisé par les participants au démarrage du Forum Ouvert. Les utilisateurs donnent ainsi leurs propres sujets en plénière et forment des groupes de travail pour chaque thème abordé dans lesquels les projets vont être élaborés. Chaque groupe de travail rédige un compte-rendu qui est affiché immédiatement. L'ensemble des comptes-rendus apparait ainsi au fur et à mesure de l'avancement du Forum Ouvert. Le Forum Ouvert permet de traiter de sujets complexes et de produire une diversité de mesures concrètes en peu de temps.

## Historique
L'Open Space Technology a été amené en Occident par Harrison Owen aux États-Unis autour de 1985 et depuis sa création ce phénomène s'est répandu dans le monde entier . Le site web open space world map est inscrit dans plus de 125 pays et compte des centaines de membres. 
La légende de la création du Forum Ouvert est racontée par Harrison Owen. Après avoir préparé un congrès pour 200 consultants en organisation  qui s'était bien déroulé, il se serait vu confier par un ami : « Tu sais quoi Harrison, c'était génial, mais le meilleur, c'était les pauses café ». Harrison se demanda ensuite comment organiser une conférence qui ne se déroulerait qu'en pauses café. Se rappelant alors l'expérience comme spectateur d'une organisation de fête dans un village africain, il avait découvert le Forum Ouvert. Le coffee break, la métaphore de la pause café reste jusqu'à nos jours caractéristique pour la compréhension du Forum Ouvert.

## But
Le but du Forum Ouvert est de traiter une thématique complexe en peu de temps grâce à l'ensemble des personnes concernées. Les sous-parties des thèmes vont être discutées de façon approfondie, et l'ensemble des discussions va s'orienter naturellement vers la recherche de solutions. Les projets issus d'un Forum Ouvert sont très souvent à la fois concrets, innovants et pragmatiques.

## Méthode
Le Forum Ouvert crée un espace dans lequel beaucoup de personnes peuvent s'organiser elles-mêmes et résoudre leurs problèmes en groupe à leur propre responsabilité. Il n'y a pas de thèmes imposés. Chacun peut faire avancer ce qui lui tient à cœur. Ceci pourrait être des thèmes ou questions complexes, urgents mais aussi personnels si le sujet s'y prête. Ils ne vont être formulés qu'au début de la conférence. De même, des conflits peuvent être traités et c'est comme un marché de pensées sur lequel les participants peuvent se regrouper par thème. La méthode permet une large participation et une compréhension mutuelle.
Selon Harrison Owen, le succès d'un Forum Ouvert repose sur le respect d'une loi, étayée par cinq principes et illustrée par deux animaux. Ces animaux représentent les comportements habituellement constatés pendant un forum ouvert. Pendant le rituel d'ouverture, ces éléments sont expliqués aux participants. Le cinquième principe a été ajouté par Harrison Owen à la suite du Printemps arabe.
- Les 4 principes :
  - les personnes qui se présentent sont les bonnes ;
  - ce qui arrive, est la seule chose qui pouvait arriver ;
  - ça commence quand ça commence ;
  - quand c’est fini, c’est fini.

- La loi de la mobilité ou loi des deux pieds : si vous n’êtes ni en train d’apprendre, ni de contribuer, passez à autre chose !

- Les animaux totems :
  - Les papillons prennent une pause ou réfléchissent.
  - Les abeilles font circuler les idées d'atelier en ateliers.

## Application
Ses partisans affirment qu'un Forum Ouvert s'adapte aux groupes de toute taille, et qu'il a été utilisé avec des groupes allant de cinq à plusieurs milliers de participants. Selon ses promoteurs, il fonctionne mieux dans les conditions suivantes :
- la question abordée constitue pour les participants un enjeu réel ;
- les participants s'intéressent réellement à cette question ;
- la question a une complexité telle qu'une seule personne ou un petit groupe de personnes ne peuvent pleinement la comprendre ;
- la réponse à la question exige des compétences très diverses et des gens très différents ;
- les participants ont un intérêt sincère pour la question, même si leurs divergences de points de vue peut générer des conflits ;
- la question exige une réponse rapide.

Les promoteurs ne considèrent pas les forums ouverts appropriés lorsqu'une entité « contrôlante » exige des résultats spécifiques et prédéterminés ou lorsque l'une des parties revendique un contrôle sur le processus et / ou les résultats. 
Les partisans du Forum Ouvert prétendent que, par exemple, le Forum Ouvert serait utilisé de manière très efficace dans la conception de systèmes complexes (financiers, d'inventaire, informatique) mais est peu approprié pour la mise en œuvre de systèmes préalablement conçus.
Il a été utilisé en France dans de nombreuses entreprises, pour élaborer des réponses à des questions de politique publique par des assemblées de citoyens (en 2009 à Rennes autour du Plan Climat, en 2010 par la communauté urbaine de Bordeaux sur la question de l'eau)